# Hans-Jürgen Eberhardt (Prälat)
Hans-Jürgen Eberhardt (* 15. August 1958 in Worms) ist ein römisch-katholischer Priester und Prälat.

## Leben
Hans-Jürgen Eberhardt leistete nach dem Abitur seinen Wehrdienst bei der Bundeswehr ab und studierte anschließend an der Johannes Gutenberg-Universität Mainz die Fächer Mathematik und Katholische Theologie mit Ziel Lehramt. Nach Abschluss des Studiums war er vier Jahre lang als staatlicher Lehrer an berufsbildenden Schulen in Mainz in diesen Fächern tätig. Eberhardt empfing am 9. Juli 1988 vom Mainzer Bischof Karl Lehmann die Priesterweihe.
Seine Kaplansstellen waren in der Pfarrei Fronleichnam in Reinheim und St. Andreas in Groß-Bieberau. Zum Pfarrer der Katholischen Hochschulgemeinde Darmstadt wurde Eberhardt im Jahr 1990 berufen. 1996 kamen weitere Aufgaben hinzu. Er administrierte für ein halbes Jahr die Pfarrei St. Ludwig (Darmstadt) und wurde als Nachfolger von Werner Guballa zum Vorsitzenden des Caritasverbandes Darmstadt berufen. Als Dezernent für Caritas und Soziale Arbeit wurde Hans-Jürgen Eberhardt drei Jahre darauf ins Bischöfliche Ordinariat berufen und zum Vorsitzenden des Caritasverbandes für die Diözese Mainz bestimmt. Kurz darauf wurde er durch Bischof Karl Lehmann zum Ehrendomkapitular ernannt.
Durch Papst Johannes Paul II. wurde Eberhardt 1999 der Päpstliche Ehrentitel Monsignore  verliehen, im Jahr 2008 wurde er von Papst Benedikt XVI. mit dem Titel Päpstlicher Ehrenprälat ausgezeichnet. Das Amt eines residierenden Domkapitulars des Mainzer Domkapitels bekleidet er seit 2001.
Er engagiert sich für zahlreiche soziale Projekte und die Christen im Heiligen Land. Er ist Mitglied des Deutschen Vereins vom Heiligen Lande. 2012 wurde er von Pro-Großmeister Edwin Frederick O’Brien zum Ritter des Päpstlichen Ritterordens vom Heiligen Grab zu Jerusalem ernannt und am 12. Mai 2012 in der Jesuitenkirche St. Michael in München durch Reinhard Kardinal Marx, Großprior der deutschen Statthalterei, investiert.
Vom Mainzer Diözesanvermögensverwaltungsrat wurde Prälat Eberhardt am 20. Mai 2016 für die Zeit der Sedisvakanz des Heiligen Stuhles von Mainz zum Ökonomen des Bistums gewählt.
Am 23. Mai 2018 informierte das Bistum Mainz, dass Eberhardt zum 1. September 2018 die Leitung des Personaldezernates übernehmen und die Leitung des Dezernates Caritas und Soziale Arbeit abgeben wird. Seither hatte er bis Ende Februar 2025 das Amt des Personaldezernenten der Diözese Mainz inne. Seit Ende 2023 war Prälat Eberhardt als Nachfolger von Prälat Peter Hilger auch senior capituli des Mainzer Domkapitels.
Am 6. August 2025 bat Domkapitular Eberhardt den Mainzer Bischof Peter Kohlgraf aus persönlichen Gründen um Entpflichtung von allen Ämtern und um Freistellung vom priesterlichen Dienst. Bischof Kohlgraf hat diese Bitte respektiert und ihr mit sofortiger Wirkung entsprochen, zudem dankte er Eberhardt für die vielfältigen geleisteten Dienste.